# Carvaka bigeminata
Carvaka bigeminata är en insektsart som beskrevs av Cen och Cai 2002. Carvaka bigeminata ingår i släktet Carvaka och familjen dvärgstritar. Inga underarter finns listade i Catalogue of Life.